# Liste des œuvres d'art de la Seine-Saint-Denis
Cet article vise à recenser les œuvres d'art dans l'espace public en Seine-Saint-Denis, en France.

## Liste
Les œuvres sont classées par ordre alphabétique de communes et, au sein de celles-ci, par ordre chronologique d'installation, dans la mesure des informations disponibles.

### Sculptures
| Œuvre                                                       | Auteur                 | Commune        | Localisation                                                | Notes                                            | Installation | Coordonnées                      | Illustration                                                |
| ----------------------------------------------------------- | ---------------------- | -------------- | ----------------------------------------------------------- | ------------------------------------------------ | ------------ | -------------------------------- | ----------------------------------------------------------- |
| À la santé de la Révolution                                 | Jean-Robert Ipoustéguy | Bagnolet       | Parc départemental Jean-Moulin - Les Guilands               |                                                  | 1989         | 48° 51′ 54″ nord, 2° 25′ 18″ est | Image manquante                                             |
| L'Aigle                                                     | Victor Roman           | Bobigny        | Esplanade de l'hôtel de ville                               |                                                  | 1974         | 48° 54′ 22″ nord, 2° 26′ 41″ est | Image manquante                                             |
| Mosaïque                                                    | Nino Maiello           | Bobigny        | Métro, station Bobigny - Pablo Picasso                      | Inspirée par la Colombe de Picasso               |              | 48° 54′ 26″ nord, 2° 26′ 57″ est | Image manquante                                             |
| La Poule et ses Poussins                                    | Marta Pan              | Bobigny        | Préfecture                                                  |                                                  | 1971         | 48° 54′ 17″ nord, 2° 27′ 00″ est | Image manquante                                             |
| Signal                                                      | Victor Roman           | Bobigny        | Place de l'Escadrille-Normandie-Niémen                      |                                                  | 1989         | 48° 54′ 46″ nord, 2° 26′ 11″ est | Image manquante                                             |
| Trois, ils étaient trois                                    | Daniel Milhaud         | Bobigny        | Conseil général de Seine-Saint-Denis (immeuble Picasso)     |                                                  | 1991         | 48° 54′ 26″ nord, 2° 27′ 02″ est | Image manquante                                             |
| À l'honneur de ceux qui tentèrent et de celui qui accomplit | Gustave Michel         | Le Bourget     | Esplanade de l'Air et de l'Espace                           |                                                  | 1928         | 48° 56′ 52″ nord, 2° 26′ 14″ est | À l'honneur de ceux qui tentèrent et de celui qui accomplit |
| Buste de Charles de Gaulle                                  |                        | Coubron        | Parc de la Mairie                                           |                                                  |              | à géolocaliser                   | Buste de Charles de Gaulle                                  |
| Monument à Raoul Larche                                     |                        | Coubron        | Parc de la Mairie                                           | Comprend la sculpture Les Faunes de Raoul Larche |              | 48° 54′ 57″ nord, 2° 34′ 36″ est | Monument à Raoul Larche                                     |
| Le Fondeur                                                  | Édouard Manchuelle     | Montreuil      | Place Jean-Jaurès, devant l'hôtel de ville                  | Également nommée L'Ouvrier                       | 1945         | 48° 51′ 45″ nord, 2° 26′ 28″ est | Image manquante                                             |
| L'Horticulture                                              | Lucien Gibert          | Montreuil      | Place Jean-Jaurès, devant l'hôtel de ville                  | Également nommée La Jardinière ou Le Jardinage   | 1945         | 48° 51′ 44″ nord, 2° 26′ 28″ est | Image manquante                                             |
| Mi Fu                                                       | Wang Keqing            | Montreuil      | Avenue Jean-Moulin                                          |                                                  |              | 48° 51′ 30″ nord, 2° 26′ 57″ est | Image manquante                                             |
| Homme et Femme                                              | Christian Kazan        | Noisy-le-Grand | Maison des arts et des associations (parc)                  |                                                  | 2010         | 48° 51′ 01″ nord, 2° 33′ 27″ est | Image manquante                                             |
| L'Ode                                                       | Nissim Merkado         | Noisy-le-Grand | Square Constantin-Balmont                                   |                                                  |              | 48° 50′ 14″ nord, 2° 33′ 20″ est | Image manquante                                             |
| Sarabande pour Picasso                                      | Miguel Berrocal        | Noisy-le-Grand | Arènes de Picasso                                           |                                                  | 1986         | 48° 50′ 20″ nord, 2° 33′ 20″ est | Image manquante                                             |
| Buste de Michel Simon                                       | Jean Marais            | Noisy-le-Grand | Espace Michel Simon (hall d'entrée)                         |                                                  |              | 48° 50′ 46″ nord, 2° 33′ 12″ est | Image manquante                                             |
| Monument à Danielle Casanova                                |                        | Romainville    | Devant l'église                                             |                                                  |              | 48° 53′ 08″ nord, 2° 26′ 10″ est | Monument à Danielle Casanova                                |
| Monument à Boussingault                                     | Jules Dalou            | Saint-Denis    | CNAM (jardin)                                               |                                                  | 1895         | 48° 54′ 54″ nord, 2° 21′ 36″ est | Monument à Boussingault                                     |
| Memento Mori                                                | Dennis Adams           | Saint-Denis    | Rue de la République, rue de la Charonnerie                 |                                                  |              | 48° 56′ 13″ nord, 2° 21′ 04″ est | Image manquante                                             |
| Buste de Maximilien de Robespierre                          | Albert Séraphin        | Saint-Denis    | Square Robespierre                                          |                                                  | 1949         | 48° 56′ 18″ nord, 2° 21′ 06″ est | Image manquante                                             |
| Le Rocher                                                   | Wilfrid Almendra       | Saint-Denis    | Université Paris-VIII (bâtiment D)                          |                                                  |              | 48° 56′ 45″ nord, 2° 21′ 53″ est | Image manquante                                             |
| Arc-en-ciel                                                 | Philippe Berry         | Saint-Ouen     | Parc des Docks                                              |                                                  | 2013         | 48° 54′ 59″ nord, 2° 19′ 30″ est | Image manquante                                             |
| Colonne chromointerférente                                  | Carlos Cruz-Díez       | Villetaneuse   | Université Paris-XIII (centre juridique et littéraire, IUT) |                                                  |              | à géolocaliser                   | Image manquante                                             |
| Eppur si muove                                              | Adalberto Mecarelli    | Villetaneuse   | Université Paris-XIII (extension de l'institut Galilée)     |                                                  |              | à géolocaliser                   | Image manquante                                             |

### Fontaines
| Œuvre      | Auteur       | Commune      | Localisation           | Notes | Installation | Coordonnées                      | Illustration    |
| ---------- | ------------ | ------------ | ---------------------- | ----- | ------------ | -------------------------------- | --------------- |
| Mur d'eau  | Marta Pan    | La Courneuve | Place du Château-d'Eau |       | 1989         | 48° 55′ 32″ nord, 2° 23′ 04″ est | Image manquante |
| Sans titre | Horia Damian | Saint-Denis  |                        |       | 1987         | 48° 56′ 11″ nord, 2° 21′ 30″ est | Image manquante |

### Monuments aux morts
| Œuvre                                                      | Auteur                        | Commune                 | Localisation                                                                      | Notes | Installation | Coordonnées                      | Illustration                                                             |
| ---------------------------------------------------------- | ----------------------------- | ----------------------- | --------------------------------------------------------------------------------- | ----- | ------------ | -------------------------------- | ------------------------------------------------------------------------ |
| Monument aux morts du 19e siècle                           |                               | Aubervilliers           | Cimetière                                                                         |       |              | 48° 54′ 58″ nord, 2° 23′ 45″ est | Monument aux morts du 19e siècle d'Aubervilliers                         |
| Monument aux morts de la Première Guerre mondiale          |                               | Aubervilliers           | Cimetière                                                                         |       |              | 48° 54′ 57″ nord, 2° 23′ 40″ est | Monument aux morts de la Première Guerre mondiale d'Aubervilliers        |
| Monument aux morts de la Seconde Guerre mondiale           |                               | Aubervilliers           | Cimetière                                                                         |       |              | 48° 54′ 56″ nord, 2° 23′ 42″ est | Monument aux morts de la Seconde Guerre mondiale d'Aubervilliers         |
| Monument aux morts                                         |                               | Aulnay-sous-Bois        | Cimetière ancien                                                                  |       |              | 48° 56′ 34″ nord, 2° 30′ 13″ est | Monument aux morts d'Aulnay-sous-Bois                                    |
| Monument aux morts                                         |                               | Bagnolet                | Face à l'entrée du cimetière Raspail                                              |       |              | 48° 52′ 29″ nord, 2° 25′ 53″ est | Monument aux morts de Bagnolet                                           |
| Monument du souvenir                                       | Pierre Zvenigorodsky          | Bobigny                 | Place de la Libération                                                            |       | 1990         | 48° 54′ 22″ nord, 2° 26′ 21″ est | Image manquante                                                          |
| Monument aux morts de Seine-Saint-Denis                    | Irmgard Sigg                  | Bobigny                 |                                                                                   |       |              | 48° 54′ 21″ nord, 2° 26′ 59″ est | Monument aux morts de Seine-Saint-Denis                                  |
| Monument aux morts                                         |                               | Bobigny                 | Cimetière                                                                         |       |              | 48° 54′ 26″ nord, 2° 26′ 48″ est | Monument aux morts de Bobigny                                            |
| Mémorial départemental d'Afrique française du Nord         | Imre Kun                      | Bobigny                 | Place Pierre-Semard                                                               |       | 2012         | 48° 54′ 37″ nord, 2° 26′ 46″ est | Image manquante                                                          |
| Monument aux morts                                         |                               | Bondy                   | Place De Gaulle                                                                   |       |              | 48° 54′ 04″ nord, 2° 28′ 40″ est | Monument aux morts de Bondy                                              |
| Monument aux morts                                         |                               | Bondy                   | Cimetière                                                                         |       |              | 48° 54′ 02″ nord, 2° 29′ 04″ est | Monument aux morts du cimetière de Bondy                                 |
| Monument aux morts                                         |                               | Le Bourget              | Cimetière                                                                         |       |              | 48° 56′ 20″ nord, 2° 25′ 19″ est | Monument aux morts                                                       |
| Monument aux morts de la guerre de 1870                    |                               | Le Bourget              | Cimetière                                                                         |       |              | 48° 56′ 20″ nord, 2° 25′ 24″ est | Monument aux morts de la guerre de 1870                                  |
| Monument des Batailles du Bourget                          |                               | Le Bourget              | Place du 11-Novembre-1918                                                         |       |              | 48° 56′ 12″ nord, 2° 25′ 38″ est | Monument des Batailles du Bourget                                        |
| Monument des Défenseurs du Bourget                         |                               | Le Bourget              | Avenue John Fitzgerald Kennedy                                                    |       |              | 48° 56′ 19″ nord, 2° 25′ 26″ est | Monument des Défenseurs du Bourget                                       |
| Mémorial du régiment Normandie Niemen                      | Vladimir Sourovtsev           | Le Bourget              |                                                                                   |       |              | à géolocaliser                   | Image manquante                                                          |
| Monument aux morts                                         |                               | Clichy-sous-Bois        |                                                                                   |       |              | 48° 54′ 40″ nord, 2° 32′ 47″ est | Monument aux morts                                                       |
| Monument aux Résistants et Déportés                        |                               | Clichy-sous-Bois        | Allée Maurice Audin Allée Salvador Allende                                        |       |              | 48° 54′ 32″ nord, 2° 32′ 43″ est | Monument aux Résistants et Déportés de Clichy-sous-Bois                  |
| Monument aux morts                                         |                               | Coubron                 | Cimetière ancien                                                                  |       |              | 48° 55′ 06″ nord, 2° 34′ 25″ est | Monument aux morts de Coubron                                            |
| Mémorial de la Résistance                                  | Shelomo Selinger              | La Courneuve            | Place du 8-Mai-1945                                                               |       | 1987         | 48° 55′ 14″ nord, 2° 24′ 37″ est | Mémorial de la Résistance, Selinger                                      |
| Monument aux morts de la Première Guerre mondiale          |                               | La Courneuve            | Place Saint-Lucien                                                                |       |              | 48° 55′ 47″ nord, 2° 23′ 12″ est | Monument aux morts de la Première Guerre mondiale de La Courneuve        |
| Mémorial national des déportés de France                   | Shelomo Selinger              | Drancy                  | Esplanade Charles de Gaulle                                                       |       | 1976         | 48° 55′ 08″ nord, 2° 27′ 15″ est | Image manquante                                                          |
| Monument aux morts de la guerre de 1870                    |                               | Drancy                  | Cimetière                                                                         |       |              | 48° 55′ 29″ nord, 2° 26′ 54″ est | Monument aux morts de la guerre de 1870 de Drancy                        |
| Monument aux morts de la Première Guerre mondiale          |                               | Drancy                  | Cimetière                                                                         |       |              | 48° 55′ 31″ nord, 2° 26′ 59″ est | Monument aux morts de la Première Guerre mondiale de Drancy              |
| Monument aux morts de la Seconde Guerre mondiale           |                               | Drancy                  | Cimetière                                                                         |       |              | 48° 55′ 27″ nord, 2° 26′ 58″ est | Monument aux morts de la Seconde Guerre mondiale de Drancy               |
| Monument aux morts                                         |                               | Dugny                   | Place du 16 août 1943                                                             |       |              | 48° 57′ 05″ nord, 2° 25′ 01″ est | Monument aux morts                                                       |
| Monument aux morts                                         |                               | Épinay-sur-Seine        | Rue Monribot, à côté de la paroisse Saint Médard                                  |       |              | 48° 57′ 11″ nord, 2° 18′ 38″ est | Monument aux morts                                                       |
| Monument aux morts                                         |                               | Épinay-sur-Seine        | Cimetière                                                                         |       |              | 48° 57′ 25″ nord, 2° 18′ 25″ est | Monument aux morts                                                       |
| Monument aux morts de la Première Guerre mondiale          |                               | Gagny                   | Place Foch                                                                        |       |              | 48° 53′ 06″ nord, 2° 32′ 09″ est | Monument aux morts de la Première Guerre mondiale                        |
| Monument aux morts de la Seconde Guerre mondiale           |                               | Gagny                   | Avenue Jean Jaurès                                                                |       |              | 48° 53′ 04″ nord, 2° 31′ 54″ est | Monument aux morts de la Seconde Guerre mondiale                         |
| Monument aux morts de la Première Guerre mondiale          |                               | Gagny                   | Cimetière du Centre                                                               |       |              | à géolocaliser                   | Image manquante                                                          |
| Monument aux morts de la Seconde Guerre mondiale           |                               | Gagny                   | Cimetière du Centre                                                               |       |              | 48° 53′ 26″ nord, 2° 32′ 12″ est | Monument aux morts de la Seconde Guerre mondiale du cimetière du Centre  |
| Monument aux morts                                         |                               | Gournay-sur-Marne       | Façade est de l'église                                                            |       |              | 48° 51′ 48″ nord, 2° 34′ 32″ est | Monument aux morts de Gournay-sur-Marne                                  |
| Monument aux morts                                         |                               | L'Île-Saint-Denis       | Cimetière                                                                         |       |              | 48° 56′ 35″ nord, 2° 20′ 06″ est | Monument aux morts de L'Île-Saint-Denis                                  |
| Monument aux morts                                         |                               | Les Lilas               | Cimetière                                                                         |       |              | 48° 52′ 57″ nord, 2° 24′ 42″ est | Monument aux morts des Lilas                                             |
| Monument aux morts                                         |                               | Livry-Gargan            | Cimetière ancien                                                                  |       |              | 48° 55′ 29″ nord, 2° 33′ 10″ est | Monument aux morts de Livry-Gargan                                       |
| Monument aux morts du cimetière ancien du Raincy           |                               | Livry-Gargan            | Ancien cimetière du Raincy                                                        |       |              | 48° 54′ 20″ nord, 2° 31′ 32″ est | Monument aux morts du cimetière ancien du Raincy                         |
| Monument aux martyrs de la résistance et de la déportation |                               | Livry-Gargan            | Rue du 11 Novembre 1918                                                           |       |              | 48° 55′ 21″ nord, 2° 32′ 44″ est | Monument aux martyrs de la résistance et de la déportation, Livry-Gargan |
| Monument aux morts                                         |                               | Montfermeil             | Cimetière ancien                                                                  |       |              | 48° 54′ 05″ nord, 2° 34′ 27″ est | Monument aux morts du cimetière ancien                                   |
| Monument aux morts                                         |                               | Montfermeil             | square de l'Église Saint-Pierre Saint-Paul                                        |       |              | 48° 53′ 57″ nord, 2° 34′ 05″ est | Monument aux morts                                                       |
| Monument à la France Libre                                 |                               | Montfermeil             | hôtel de ville (parvis)                                                           |       |              | 48° 54′ 07″ nord, 2° 34′ 16″ est | Monument à la France Libre                                               |
| Monument aux morts                                         |                               | Montreuil               | Cimetière ancien                                                                  |       |              | 48° 51′ 30″ nord, 2° 26′ 12″ est | Monument aux morts                                                       |
| Monument aux morts des guerres coloniales                  |                               | Montreuil               | Cimetière ancien                                                                  |       |              | 48° 51′ 45″ nord, 2° 27′ 01″ est | Monument aux morts des guerres coloniales de Montreuil                   |
| Monument à la Résistance                                   |                               | Montreuil               | Avenue de la Résistance                                                           |       |              | 48° 51′ 41″ nord, 2° 27′ 01″ est | Monument à la Résistance                                                 |
| Monument des Martyrs                                       |                               | Montreuil               | Parc des Beaumonts à la clairière des 27                                          |       |              | 48° 51′ 32″ nord, 2° 27′ 17″ est | Monument des Martyrs                                                     |
| Monument aux morts                                         |                               | Neuilly-sur-Marne       | place Henri Barbusse                                                              |       |              | 48° 51′ 28″ nord, 2° 31′ 34″ est | Monument aux morts de Neuilly-sur-Marne                                  |
| Monument aux morts de la Première Guerre mondiale          |                               | Neuilly-sur-Marne       | Cimetière                                                                         |       |              | 48° 51′ 48″ nord, 2° 31′ 55″ est | Monument aux morts de la Première Guerre mondiale de Neuilly-sur-Marne   |
| Monument aux morts de la Deuxième Guerre mondiale          |                               | Neuilly-Plaisance       | hôtel de ville (cour)                                                             |       |              | 48° 51′ 40″ nord, 2° 30′ 22″ est | Monument aux morts de la Deuxième Guerre mondiale                        |
| Monument aux morts de la guerre de 1870                    |                               | Neuilly-Plaisance       | face au 13 chemin des Pelouses d'Avron                                            |       |              | 48° 52′ 11″ nord, 2° 30′ 56″ est | Monument aux morts de la guerre de 1870                                  |
| Monument aux morts de la Première Guerre mondiale          |                               | Neuilly-Plaisance       | Square du Souvenir Français                                                       |       |              | 48° 51′ 40″ nord, 2° 30′ 29″ est | Monument aux morts de la Première Guerre mondiale                        |
| Monument aux morts                                         |                               | Noisy-le-Grand          | Place de l'Église                                                                 |       |              | 48° 51′ 04″ nord, 2° 32′ 50″ est | Monument aux morts                                                       |
| Monument aux morts                                         |                               | Noisy-le-Sec            | Cimetière ancien                                                                  |       |              | 48° 53′ 44″ nord, 2° 27′ 22″ est | Monument aux morts de Noisy-le-Sec                                       |
| Monument aux morts                                         |                               | Pantin                  | Cimetière                                                                         |       |              | 48° 53′ 08″ nord, 2° 24′ 57″ est | Monument aux morts de Pantin                                             |
| Monument aux morts de la guerre de 1870                    |                               | Pantin                  | Cimetière                                                                         |       |              | 48° 53′ 08″ nord, 2° 25′ 02″ est | Monument aux morts de la guerre de 1870 de Pantin                        |
| Monument aux morts                                         |                               | Les Pavillons-sous-Bois | Cimetière ancien                                                                  |       |              | 48° 55′ 00″ nord, 2° 29′ 37″ est | Monument aux morts des Pavillons-sous-Bois                               |
| Monument aux morts                                         |                               | Pierrefitte-sur-Seine   | Cimetière                                                                         |       |              | 48° 58′ 13″ nord, 2° 21′ 47″ est | Monument aux morts de Pierrefitte-sur-Seine                              |
| Monument aux morts                                         |                               | Le Pré-Saint-Gervais    | Rue Gabriel-Péri Rue Émile-Zola                                                   |       |              | 48° 53′ 10″ nord, 2° 24′ 25″ est | Monument aux morts                                                       |
| Mur du souvenir                                            |                               | Le Pré-Saint-Gervais    | Cimetière                                                                         |       |              | 48° 53′ 16″ nord, 2° 24′ 36″ est | Mur du Souvenir du cimetière du Pré-Saint-Gervais                        |
| Monument aux morts                                         | Albert Parenty, Émile Pinchon | Le Raincy               |                                                                                   |       |              | 48° 53′ 48″ nord, 2° 30′ 57″ est | Monument aux morts du Raincy                                             |
| Monument aux morts                                         |                               | Romainville             | Cimetière ancien                                                                  |       |              | 48° 53′ 11″ nord, 2° 26′ 12″ est | Monument aux morts de Romainville                                        |
| Monument aux morts                                         |                               | Rosny-sous-Bois         | Place des Martyrs-de-la-Résistance-et-de-la-Déportation                           |       |              | 48° 52′ 15″ nord, 2° 29′ 06″ est | Monument au morts, Rosny-sous-Bois                                       |
| Monument aux morts de la guerre 1870-1871                  |                               | Saint-Denis             | Cimetière                                                                         |       |              | 48° 56′ 18″ nord, 2° 21′ 51″ est | Monument aux morts de la guerre 1870-1871                                |
| Monument aux morts                                         |                               | Saint-Denis             | Place de la Résistance                                                            |       |              | 48° 55′ 58″ nord, 2° 21′ 19″ est | Image manquante                                                          |
| Mémorial de la déportation                                 |                               | Saint-Denis             | Place de la Résistance                                                            |       |              | à géolocaliser                   | Image manquante                                                          |
| Monument aux morts                                         |                               | Saint-Ouen-sur-Seine    | Place de la République                                                            |       |              | 48° 54′ 43″ nord, 2° 20′ 03″ est | Monument aux morts de Saint-Ouen                                         |
| Monument aux morts                                         |                               | Saint-Ouen-sur-Seine    | Square Marmottan, rue Kléber                                                      |       |              | à géolocaliser                   | Image manquante                                                          |
| Monument de la Résistance                                  |                               | Saint-Ouen-sur-Seine    | Rue Albert-Dhalenne                                                               |       |              | 48° 54′ 51″ nord, 2° 19′ 56″ est | Monument de la Résistance de Saint-Ouen                                  |
| Monument aux morts                                         |                               | Sevran                  | Cimetière                                                                         |       |              | 48° 56′ 27″ nord, 2° 31′ 29″ est | Monument aux morts de Sevran                                             |
| Monument aux morts                                         |                               | Stains                  | Face à la mairie                                                                  |       |              | 48° 57′ 25″ nord, 2° 23′ 00″ est | Monument aux morts                                                       |
| Monument aux morts                                         |                               | Tremblay-en-France      | Hôtel de ville (parvis)                                                           |       |              | 48° 57′ 06″ nord, 2° 34′ 14″ est | Monument aux morts                                                       |
| Monument aux morts                                         |                               | Tremblay-en-France      | Place du Colonel Rol-Tanguy                                                       |       |              | 48° 58′ 48″ nord, 2° 33′ 26″ est | Monument aux morts                                                       |
| Monument aux morts                                         |                               | Vaujours                | Cimetière                                                                         |       |              | 48° 55′ 46″ nord, 2° 33′ 58″ est | Monument aux morts de Vaujours                                           |
| Monument à la Résistance                                   |                               | Villemomble             | Place de la Résistance, à l'intersection des avenues Outrebon et de la République |       |              | 48° 53′ 14″ nord, 2° 30′ 41″ est | Monument à la Résistance de Villemomble                                  |
| Monument aux morts                                         |                               | Villemomble             | square de Verdun                                                                  |       |              | 48° 53′ 09″ nord, 2° 30′ 54″ est | Monument aux morts de Villemomble                                        |
| Monument aux morts                                         |                               | Villemomble             | Cimetière nouveau                                                                 |       |              | 48° 52′ 52″ nord, 2° 30′ 02″ est | Monument aux morts du cimetière nouveau de Villemomble                   |
| Monument aux morts                                         |                               | Villepinte              | Cimetière                                                                         |       |              | 48° 57′ 59″ nord, 2° 32′ 21″ est | Monument aux morts de Villepinte                                         |
| Monument aux morts                                         |                               | Villetaneuse            | Cimetière                                                                         |       |              | 48° 57′ 30″ nord, 2° 20′ 41″ est | Monument aux morts de Villetaneuse                                       |